# Mopti
Mopti je město v Mali, hlavní město regionu Mopti. Má okolo 115 000 obyvatel. Leží na soutoku řek Bani a Niger, 460 km severovýchodně od Bamaka. Patří k oblasti Sahelu se semiaridním podnebím.
Město je pro svoji polohu na říčních ostrovech známé jako „africké Benátky“. Je významným obchodním přístavem, hlavními produkty jsou rýže a ryby. Většinu obyvatel tvoří Fulbové, Bozové a Bambarové. Významnou památkou je Velká mešita z roku 1908.
V Mopti se narodil bývalý malijský prezident Amadou Toumani Touré a slovenský zpěvák Ibrahim Maiga.
Místní fotbalový stadion Stade Baréma Bocoum byl dějištěm Afrického poháru národů 2002.